# Band of Joy
Band of Joy (de vegades coneguda com Robert Plant i Band of Joy) fou una banda de rock anglesa. Diverses formacions del grup van actuar de 1965 a 1968 i de 1977 a 1983. El líder Robert Plant va reviure el nom de la banda el 2010 per a una gira de concerts per Amèrica del Nord i Europa.
La banda destaca per incloure dos músics, Robert Plant i John Bonham, que es van unir a Led Zeppelin, així com Dave Pegg, que esdevindria membre tant de Fairport Convention com de Jethro Tull; i, en menor grau, perquè l'antic roadie de la banda va ser Noddy Holder, que més tard va passar al capdavant de la banda Slade.

## 1966–1968
Band of Joy es va formar originalment el 1966 a West Bromwich, prop de Birmingham, Anglaterra per Chris Brown (teclats), Vernon Pereira (guitarra) i el cantant Robert Plant. Els conflictes amb la direcció de la banda van fer que Plant abandonés el grup al cap d'uns mesos. Band of Joy, en un moment, va comptar amb John Elson. Una tercera encarnació de la banda, inclòs l'amic de Plant, John Bonham (s'havien conegut només dos anys abans a finals de 1965, quan Bonham es va unir a The Crawling King Snakes) va durar des de 1967 fins a mitjans de 1968. Aquesta formació incloïa Kevyn Gammond a la guitarra i Paul Lockey al baix. La seva marca de soul i blues era popular entre els mods de Birmingham. Aquesta formació va gravar una sèrie d'enregistraments de demostració a principis de 1968, però es va separar el maig de 1968 quan un contracte de gravació no es va materialitzar.
Tot i que breument, Dave Pegg va ocupar les tasques de guitarra solista, que més tard va tocar el baix amb Fairport Convention i Jethro Tull. Pegg va assajar amb Band of Joy però no va fer gira amb ells.
Per a una gira de 1968 per Escòcia, Plant i Bonham van optar pel baixista John Hill (ex-Uncle Joseph) i al guitarrista Mick Strode per omplir una formació temporal.

## 1977–1983
El 1977 Gammond i Paul Lockey van reviure Band of Joy, completant la formació amb John Pasternak, Peter Robinson i el teclista Michael Chetwood. Gammond, Lockey, Pasternak i Robinson havien tocat anteriorment a Bronco. Els dos àlbums gravats sota aquesta formació van definir el so de culte marca de la banda, amb melodies progressives, blues hooks i experimentació amb nous sons que barrejaven els sons del moviment punk amb gèneres clàssics de rock, blues i influències progressives. El grup va publicar un segon àlbum el 1983 abans de separar-se.
Gammond va treballar més tard amb Plant al seu grup Priory of Brion.

## 2010–2011
El 2010 es va anunciar que Plant formaria una nova banda, gravaria un àlbum i giraria com a Robert Plant & the Band of Joy. L'àlbum va ser el número 8 a la llista de Rolling Stone dels 30 millors àlbums del 2010.
A l'octubre de 2010 la banda va aparèixer, al costat del London Oriana Choir al Roundhouse, Londres, per a una actuació especial al festival Electric Proms organitzat per Radio 2 de la BBC.